# Giuseppe Lattanzi
Giuseppe Lattanzi (21 april 1924 - 19 juni 1955) was een Italiaans motorcoureur. 
Hoewel Giuseppe Lattanzi nog steeds vrachtautochauffeur was, had Mondial hem in 1955 toch als fabrieksrijder naast Tarquinio Provini en Romolo Ferri aangetrokken. In de Grand Prix van Spanje was Ferri nog de snelste Mondial-rijder (tweede plaats), voor Lattanzi (vierde plaats). In de GP van Frankrijk en de TT van Man was Lattanzi echter de snelste (twee keer derde) en hij stond na Man op de derde plaats in het wereldkampioenschap wegrace 125 cc. Tijdens de Milaan-Taranto lange afstandsrace verongelukte Giuseppe Lattanzi, slechts negen kilometer van zijn woonplaats Ancona. Het team van Mondial trok zich voor de rest van het seizoen terug uit het wereldkampioenschap en Giuseppe werd postuum vierde in het 125cc-kampioenschap achter de MV Agusta-coureurs Carlo Ubbiali, Luigi Taveri en Remo Venturi. 

## Wereldkampioenschap wegrace resultaten
(Races in vet zijn pole-positions; races in cursief geven de snelste ronde aan)
| Jaar | Klasse | Team    | Motorfiets   | 1     | 2     | 3     | 4     | 5 | 6     | 7 | 8     | Punten | Plaats |
| ---- | ------ | ------- | ------------ | ----- | ----- | ----- | ----- | - | ----- | - | ----- | ------ | ------ |
| 1955 | 125 cc | Mondial | 125 Bialbero | SPA 4 | FRA 3 | IOM 3 | DUI - |   | NED - |   | NAT - | 11     | 4e     |